# أدريان غوميز راميريز
أدريان غوميز راميريز (بالإسبانية: Adrián Gómez Ramírez)‏ (17 يناير 1994 في إسبانيا - ) هو لاعب كرة قدم إسباني في مركز جناح ‏. لعب مع نادي ألباسيتي وLa Roda CF ‏ ونادي ألباسيتي ب وفالنسيا ميستايا.

## وصلات خارجية
- أدريان غوميز راميريز على موقع الاتحاد الأوربي (الإنجليزية)
- أدريان غوميز راميريز على موقع قاعدة بيانات كرة القدم.إي يو (الإنجليزية)
- أدريان غوميز راميريز على موقع Soccerway.com (الإنجليزية)
- أدريان غوميز راميريز على موقع AS.com (الإسبانية)